# Planotortrix ascomorpha
Planotortrix ascomorpha är en fjärilsart som beskrevs av Edward Meyrick 1934. Planotortrix ascomorpha ingår i släktet Planotortrix och familjen vecklare. Inga underarter finns listade i Catalogue of Life.